# جيمس كوبينغير
جيمس كوبينغير (بالإنجليزية: James Coppinger)‏ (18 يناير 1981 في المملكة المتحدة - ) هو لاعب كرة قدم بريطاني في مركز الوسط. شارك مع منتخب إنجلترا تحت 16 سنة لكرة القدم. أما مع النوادي، فقد لعب مع كوينز بارك رينجرز ونادي دونكاستر روفرز ونوتينغهام فورست ونيوكاسل يونايتد ونادي هارتلبول يونايتد ونادي إكزتر سيتي ودارلينجتون إف سى.

## وصلات خارجية
- جيمس كوبينغير على موقع قاعدة بيانات كرة القدم.إي يو (الإنجليزية)
- جيمس كوبينغير على موقع Soccerbase.com (لاعب) (الإنجليزية)
- جيمس كوبينغير على موقع Soccerway.com (الإنجليزية)
- جيمس كوبينغير على موقع عالم كرة القدم.نت (الإنجليزية)